# Styvarv
Styvarv (Moenchia mantica) är en nejlikväxtart som först beskrevs av Carl von Linné, och fick sitt nu gällande namn av Friedrich Gottlieb Bartling. Styvarv ingår i släktet styvarvar, och familjen nejlikväxter. Arten förekommer tillfälligt i Sverige, men reproducerar sig inte.